# Second Folio (Shakespeare)
Se aplica el término Second Folio a la edición de 1632 de la recopilación de las obras de teatro de William Shakespeare que siguió al First Folio de 1623. 
La mayor parte del lenguaje fue actualizado; hay, al menos, 1700 cambios con respecto al First Folio. 
Los editores de más relevancia en el First Folio habían fallecido en la época del Second Folio: William Jaggard —editor oficial de la ciudad de Londres (17 de diciembre de 1610)— había muerto en 1623 y su hijo Isaac en 1627. Edward Blount, tercer editor en importancia, había vendido sus derechos sobre las obras de Shakespeare a Robert Allot en 1630, y murió más tarde, en 1632. Por lo tanto, Allot se convirtió en el principal impulsor de la creación del Second Folio. Los dos socios minoritarios del First Folio, William Aspley y John Smethwick, siguieron siendo socios en el Second Folio; Aspley poseía los derechos de Mucho ruido y pocas nuecesy de la parte 2 de Enrique IV, mientras que Smethwick poseía los derechos de Trabajos de amor perdidos, Romeo y Julieta, Hamlety La fierecilla domada. A Allot, Aspley y Smethwick se les unieron otros dos editores: Richard Hawkins y Richard Meighen. (Hawkins tenía los derechos de Otelo, mientras que Meighen tenía los derechos de Las alegres comadres de Windsor).
La impresión del Second Folio  fue hecha por Thomas Cotes. Se publicaron copias individuales del Second Folio con inscripciones en la página de título para cada uno de los cinco editores, en el formato "impreso por Thomas Cotes para Robert Allot", "... por William Aspley", etc. Parece ser que cada uno de los libreros del sindicato se encargó de una tirada específica de imprenta que vender en su tienda; el tamaño del lote dependía de su nivel de participación en el proyecto. Sin embargo, había en todas las copias de los libros un colofón con la lista completa de los editores. Por un lado, los volúmenes sobrevivientes del Second Folio consignados por Robert Allot superaron en número a los de los otros cuatro editores juntos, en una proporción aproximada de dos a uno... hecho que refleja el dominio de Allot en ese empeño. La impresión de Hawkins es "extraordinariamente escasa", y "se conocen tres o cuatro ejemplares, como máximo, publicados por la imprenta de Smethwick ...". A pesar de que todas las copias del Second Folio tienen fecha de 1632, algunas son, de hecho, números atrasados que no se publicaron hasta 1641 e incluso más tarde.
El rey Carlos I poseía un ejemplar del Second Folio, que se convirtió en parte de la biblioteca del castillo de Windsor;el ejemplar de Carlos II se encuentra en el Museo Británico. El denominado "Perkins Folio", que John Payne Collier utilizó para su versión falsificada del texto de Shakespeare, era un ejemplar del Second Folio.